# Cas Nicaragua contre États-Unis
L'affaire Nicaragua contre les États-Unis fut une affaire portée devant la Cour internationale de justice (CIJ) par le gouvernement nicaraguayen, qui accusa les États-Unis de violer le droit international en soutenant l'opposition armée — les contras — dans sa guerre contre le gouvernement sandiniste. Le nom complet du cas était Activités militaires et paramilitaires au Nicaragua et contre celui-ci (Nicaragua c. États-Unis d'Amérique).
La Cour statua en faveur du Nicaragua, mais les États-Unis refusèrent de respecter sa décision, en faisant valoir que celle-ci n'avait pas compétence sur le cas. Après la décision de la Cour, le gouvernement des États-Unis décida de se retirer de la clause facultative de juridiction obligatoire de la même cour.

## Total de dommages
En 1989, le coût des dommages économiques causés par la guerre civile au Nicaragua fut le suivant :
- 38 000 victimes de la guerre contre-révolutionnaire promue par les États-Unis.
- Pertes de 17 000 millions de dollars, en destruction d'infrastructures (ponts, tours de transmission d'électricité, barrages, centres de santé, d'éducation et de production agricole, etc.) et ses conséquences économiques.

La décision de la Cour internationale de Justice ne détermina pas le total de l'indemnisation dont serait créditeur le Nicaragua. Mais si les parties n'obtenaient pas d'accords à ce sujet, la Cour même déterminerait le montant correspondant.

## Demande présentée par le Nicaragua
Le 9 avril 1984, le gouvernement du Nicaragua sollicita un procès judiciaire contre les États-Unis pour des activités violant le droit international contre le Nicaragua. La requête demandait en plus à la Cour de dicter des mesures provisoires de protection et, spécifiquement, que la Cour ordonne un cessez-le-feu immédiat de tout soutien des États-Unis aux contras.
La demande fondamentale du Nicaragua fut que la Cour déclarât illégales toutes les activités de soutien du gouvernement des États-Unis pour contribuer au renversement du gouvernement nicaraguayen.
La demande souligne l'attaque perpétrée par quelque 6 000 contras en territoire nicaraguayen en mars 1984, le minage des principaux ports du Nicaragua avec pour objectif d'isoler économiquement le pays et d'où il résulta que des bateaux de propriété hollandaise, panaméen, soviétique, japonaise et britannique furent endommagés. Ceci outre l'effort de l'administration Reagan d'obtenir 21 millions de dollars pour soutenir les activités des contras.
Les sandinistes déclarèrent que ces activités violaient le droit international, en particulier les principes de : 
1. ne pas faire usage de la force ou de la menace de la force dans les relations avec d'autres États,
2. ne pas violer la souveraineté, l'intégrité territoriale ou l'indépendance politique de n'importe quel autre État,
3. ne pas violer la liberté des mers ou empêcher le commerce maritime pacifique.

## Réponse du gouvernement des États-Unis
Le gouvernement des États-Unis refusa de participer à la phase d'évaluation de la valeur du cas, pourtant la Cour décida que le refus de ce gouvernement ne l'empêchait pas de prendre une décision. La Cour a également rejeté la défense du gouvernement américain, qui faisait valoir que ses actions constituaient sa défense.
Le gouvernement des États-Unis argua que la Cour n'avait pas compétence à l'égard de cette affaire. L'ambassadrice américaine devant les Nations unies, Jeane Kirkpatrick, méprisa la Cour et le déclara « corps en partie légal, juridique et politique que les nations parfois acceptent et parfois non ».
La Cour récusa de telles allégations, bien que parmi les juges mêmes une part significative du débat se centra sur la compétence et les pouvoirs de la Cour.
Le 3 novembre 1986, l'Assemblée générale des Nations unies adopta une résolution pour faire pression sur le gouvernement des États-Unis pour payer l'amende. Seuls le Salvador et Israël, dont les gouvernements étaient alliés aux États-Unis, votèrent contre cette résolution.
Les États-Unis n'ont  pas payé l'indemnisation en question, annulée en 1992.

## L'arrêt
Le 27 juin 1986 la Cour décida que:
1. La controverse entamée devant la Cour, en demande du Nicaragua, le 9 avril 1984, requiert que la Cour applique la Réserve du Traité multilatéral contenue dans la Déclaration d'acceptation de la juridiction par le gouvernement des États-Unis d'Amérique.
2. La Cour rejette la justification d'autodéfense collective soutenue par les États-Unis d'Amérique en lien avec les activités militaires et paramilitaires contre le Nicaragua.
3. Les États-Unis d'Amérique, en entraînant, armant, équipant, finançant et approvisionnant les forces des contras ainsi qu'en encourageant, soutenant et aidant l'exécution d'activités militaires et paramilitaires au et contre le Nicaragua, a agi, contre la république du Nicaragua, en violant son obligation selon le droit international coutumier de ne pas intervenir dans les affaires d'un autre État.
4. Les États-Unis d'Amérique, attaquant le territoire nicaraguayen en 1983-1984, spécifiquement les attaques contre Puerto Sandino le 13 septembre et le 14 octobre 1983, contre Corinthe le 10 octobre 1983, celle contre la base navale de Potosí les 4 et 5 janvier 1984, l'attaque à San Juan du Sud le 7 mars 1984 ; celles contre les bateaux de patrouilles à Puerto Sandino les 28 et 30 mars 1984 et l'attaque contre San Juan du Nord le 9 avril 1984 ; outre les actes d'intervention qui se rapportent au paragraphe n.º 3 qui comprend l'usage de la force, ont agi, contre la république du Nicaragua, en violation de son obligation selon le droit international coutumier de ne user de la force contre un autre État.
5. Les États-Unis d'Amérique, en dirigeant ou autorisant survols du territoire nicaraguayen et en commettant des actes en lien avec le paragraphe nº 4, ont agi, contre la république du Nicaragua, en violation de son obligation selon le droit international coutumier de ne pas violer la souveraineté d'un autre État.
6. En plaçant des mines dans les eaux internes ou territoriales de la république du Nicaragua pendant les premiers mois de l'année 1984, les États-Unis d'Amérique ont agi, contre la république du Nicaragua, en violation de ses obligations selon le droit international coutumier de ne pas user de la force contre un autre État, de ne pas intervenir dans ses affaires, de ne pas violer sa souveraineté et de ne pas interrompre le commerce maritime pacifique.
7. Par les actes qui se rapportent au paragraphe n.º 6, les États-Unis d'Amérique ont agi, contre la république du Nicaragua, en violation de ses obligations d'accord avec l'article XIX du Traité d'Amitié, de Commerce et de Navigation entre les États-Unis d'Amérique et la république du Nicaragua, souscrit à Managua le 21 janvier 1956.
8. Les États-Unis d'Amérique, en ne faisant pas connaître l'existence et l'emplacement des mines qu'ils placèrent auxquelles se réfèrent le paragraphe n.º 6, ont agi en violation de ses obligations d'accord avec le droit international coutumier à cet égard.
9. Les États-Unis d'Amérique, en élaborant en 1983 un manuel intitulé Opérations psychologiques en guerre de guérillas et en le diffusant parmi les contras, ont encouragé l'exécution d'actes contraires aux principes généraux du droit humanitaire, mais ne trouve pas de base pour conclure que n'importe quel de ces actes commis sont imputables aux États-Unis d'Amérique comme des actes des États-Unis d'Amérique.
10. Les États-Unis d'Amérique, par les attaques contre le territoire nicaraguayen rapportées dans le paragraphe n.º 4, et en déclarant un embargo général sur le commerce avec le Nicaragua le 1er mai 1985, a commis des actes calculés pour priver de son objet et intention le traité d'amitié, de commerce et de navigation entre les parties, souscrit à Managua le 21 janvier 1956.
11. Les États-Unis d'Amérique, par les attaques contre le territoire nicaraguayen rapportées dans le paragraphe n.º 4, et en déclarant un embargo générale sur le commerce avec le Nicaragua le 1er mai 1985, ont agi en violation de ses obligations d'accord avec l'article XIX du Traité d'amitié, commerce et navigation entre les parties, souscrit à Managua le 21 janvier 1956.
12. Les États-Unis d'Amérique sont dans l'obligation immédiate de cesser et de s'abstenir de tous ces actes pouvant constituer des violations aux obligations juridiques indiquées.
13. Les États-Unis d'Amérique sont dans l'obligation d'indemniser la république du Nicaragua pour tous les dommages causés au Nicaragua par les violations des obligations conformément au droit international antérieurement indiquées.
14. Les États-Unis d'Amérique sont dans l'obligation d'indemniser la république du Nicaragua pour tous les dommages causés au Nicaragua en violant le Traité d'amitié, commerce et navigation entre les parties, souscrit à Managua le 21 janvier 1956.
15. La forme et le montant de telles indemnisations, si les parties n'arrivent à aucun accord, seront résolus par la Cour, et réserve à ce propos la procédure suivante.
16. Rappelle aux deux parties leur obligation à chercher une solution à leurs controverses par des moyens pacifiques conformément au droit international.

## Clarification légale
L'arrêt éclaira les affaires liés avec l'interdiction de l'usage de la force et le droit à l'autodéfense (articles 2(4) et 51 de la Charte des Nations unies, les deux considérés comme droit international coutumier). Armer et entraîner les contras fut considéré comme une violation des principes de non intervention et d'interdiction de l'usage de la force, de même que placer des mines dans les eaux territoriales du Nicaragua.
La Cour considéra également que le soutien du Nicaragua à l'opposition armée au Salvador, bien que pouvant être considérée comme une violation du principe de non intervention et d'interdiction de l'usage de la force, ne constituait pas «une attaque armée» comme l'exprime l'article 51, justifiant le droit à la défense propre.
La Cour rejeta enfin l'argument des États-Unis d'agir en autodéfense collective du Salvador, car les conditions imposées par le droit international coutumier n'étaient pas remplies, puisque le Salvador ne sollicita jamais l'assistance des États-Unis.

### Le vote des juges
Vote des juges - le Nicaragua v. les États-Unis
|                                          | Paragraphe complet | Paragraphe complet | Paragraphe complet | Paragraphe complet | Paragraphe complet | Paragraphe complet | Paragraphe complet | Paragraphe complet | Paragraphe complet | Paragraphe complet | Paragraphe complet | Paragraphe complet | Paragraphe complet | Paragraphe complet | Paragraphe complet | Paragraphe complet | Paragraphe complet |
| Juge                                     | 1                  | 2                  | 3                  | 4                  | 5                  | 6                  | 7                  | 8                  | 9                  | 11                 | 11                 | 12                 | 13                 | 14                 | 15                 | 16                 |                    |
| ---------------------------------------- | ------------------ | ------------------ | ------------------ | ------------------ | ------------------ | ------------------ | ------------------ | ------------------ | ------------------ | ------------------ | ------------------ | ------------------ | ------------------ | ------------------ | ------------------ | ------------------ | ------------------ |
| Président Nagendra Singh (Inde).         | Oui                | Oui                | Oui                | Oui                | Oui                | Oui                | Oui                | Oui                | Oui                | Oui                | Oui                | Oui                | Oui                | Oui                | Oui                | Oui                |                    |
| Vice-Président de Lacharrière (France).  | Oui                | Oui                | Oui                | Oui                | Oui                | Oui                | Oui                | Oui                | Oui                | Oui                | Oui                | Oui                | Oui                | Oui                | Oui                | Oui                |                    |
| Juge Ago (Italie).                       | Oui                | Oui                | Oui                | Oui                | Oui                | Oui                | Oui                | Oui                | Oui                | Oui                | Oui                | Oui                | Oui                | Oui                | Oui                | Oui                |                    |
| Juge Bedjaoui (Algérie).                 | Oui                | Oui                | Oui                | Oui                | Oui                | Oui                | Oui                | Oui                | Oui                | Oui                | Oui                | Oui                | Oui                | Oui                | Oui                | Oui                |                    |
| Juge Elias (Nigeria).                    | Non                | Oui                | Oui                | Oui                | Oui                | Oui                | Oui                | Oui                | Oui                | Oui                | Oui                | Oui                | Oui                | Oui                | Oui                | Oui                |                    |
| Juge Lachs (Pologne).                    | Oui                | Oui                | Oui                | Oui                | Oui                | Oui                | Oui                | Oui                | Oui                | Oui                | Oui                | Oui                | Oui                | Oui                | Oui                | Oui                |                    |
| Juge Mbaye (Sénégal).                    | Oui                | Oui                | Oui                | Oui                | Oui                | Oui                | Oui                | Oui                | Oui                | Oui                | Oui                | Oui                | Oui                | Oui                | Oui                | Oui                |                    |
| Juge Ni (République populaire de Chine). | Non                | Oui                | Oui                | Oui                | Oui                | Oui                | Oui                | Oui                | Oui                | Oui                | Oui                | Oui                | Oui                | Oui                | Oui                | Oui                |                    |
| Juge Oda (Japon).                        | Oui                | Non                | Non                | Non                | Non                | Non                | Oui                | Non                | Non                | Non                | Non                | Non                | Non                | Oui                | Oui                | Oui                |                    |
| Juge Ruda (Argentine).                   | Non                | Oui                | Oui                | Oui                | Oui                | Oui                | Oui                | Oui                | Oui                | Oui                | Oui                | Oui                | Oui                | Oui                | Oui                | Oui                |                    |
| Juge Schwebel ( États-Unis).             | Oui                | Non                | Non                | Non                | Non                | Non                | Non                | Oui                | Oui                | Non                | Non                | Non                | Non                | Non                | Non                | Oui                |                    |
| Juge Sette-Camara (Brésil).              | Non                | Oui                | Oui                | Oui                | Oui                | Oui                | Oui                | Oui                | Oui                | Oui                | Oui                | Oui                | Oui                | Oui                | Oui                | Oui                |                    |
| Juge Sir Robert Jennings ( Royaume-Uni). | Oui                | Non                | Non                | Non                | Non                | Non                | Oui                | Oui                | Oui                | Non                | Non                | Non                | Non                | Oui                | Oui                | Oui                |                    |
| Juge ad hoc Colliard ( France).          | Oui                | Oui                | Oui                | Oui                | Oui                | Oui                | Oui                | Oui                | Oui                | Oui                | Oui                | Oui                | Oui                | Oui                | Oui                | Oui                |                    |

## Retrait des charges
En septembre 1992, pendant le Gouvernement de Violeta Barrios de Chamorro, le Nicaragua retira ses demandes devant la Cour et pardonna ainsi la dette du gouvernement des États-Unis d'Amérique.

### Réouverture de l'affaire
Avec l'approbation du comité des affaires étrangères de la loi NICA (Nicaragua Investment Conditionality Act (en)), le président Daniel Ortega a fait connaître son intention de réengager des procédures, et notamment revenir sur l’annulation de la dette.
Une telle démarche est controversée. En outre, la réouverture de l’affaire impliquerait pour le Nicaragua des frais juridiques élevés.